# Dacia Logan III
Pour l’article homonyme, voir Dacia Logan.
La Dacia Logan est une voiture polyvalente tricorps produite conjointement par le constructeur automobile français Renault et sa filiale roumaine Dacia. Elle est commercialisée à partir de la fin 2020, et basée sur la plateforme de la Renault Clio V dont elle reprend les motorisations d'entrée et de milieu de gamme. C'est la version 4 portes de la Dacia Sandero III.
À partir de 2021, elle est produite en Turquie sous le nom de Renault Taliant, en tant que version rebadgée de la Dacia Logan dont elle reprendra les motorisations.

## Présentation

### Phase 1

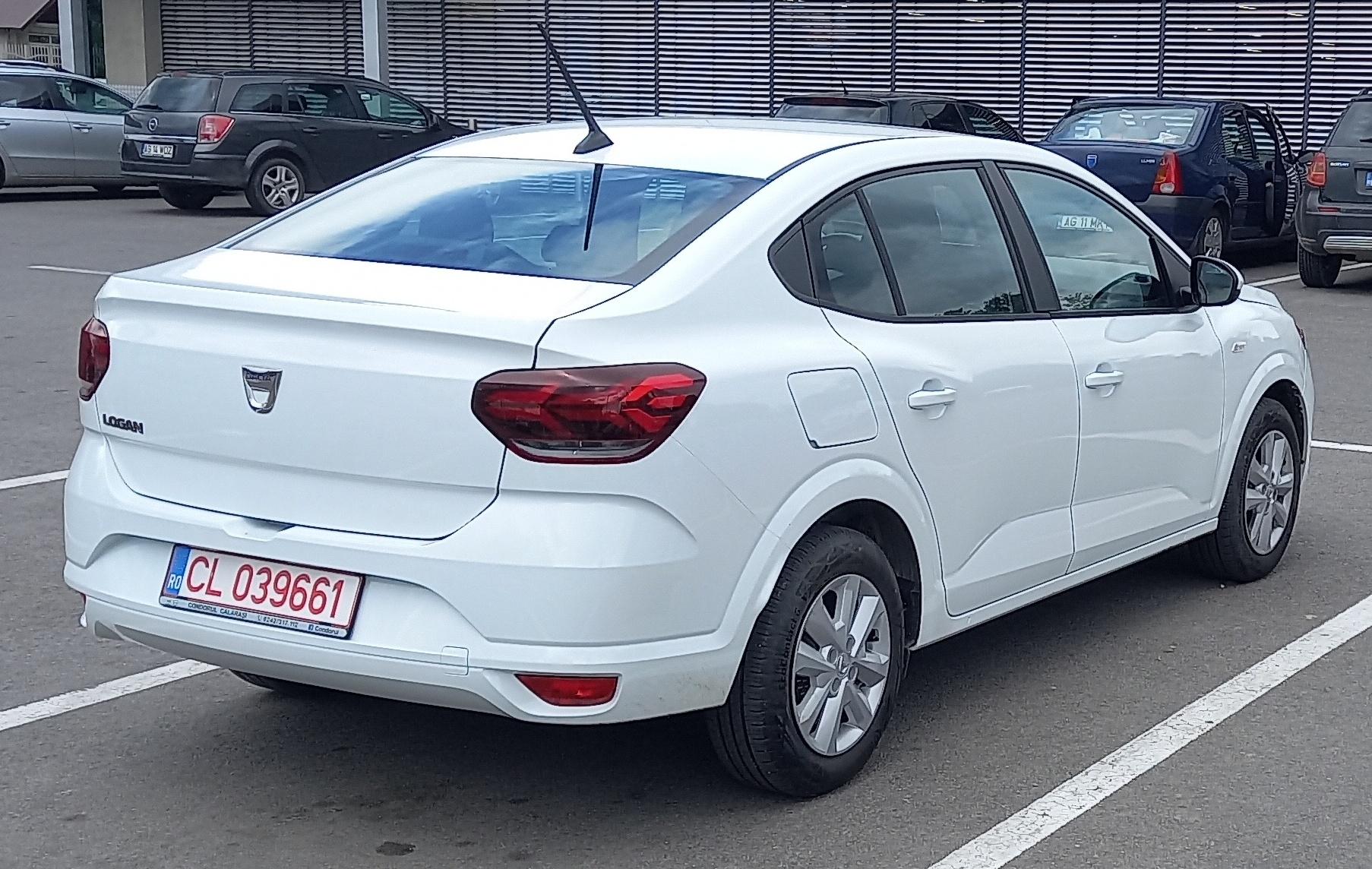
Dacia Logan III phase 1

La troisième génération de Logan devait être présentée en octobre 2020 au Mondial de l'automobile de Paris 2020 et celui-ci a été annulé en raison de l'expansion de la Pandémie de Covid-19. Le 3 septembre 2020 le constructeur publie un teaser sur la nouvelle Logan où l'on découvre la silhouette de celle-ci. Le 7 septembre 2020, Dacia dévoile les premières images officielles de la Logan accompagnée de la Dacia Sandero et Sandero Stepway de troisième génération.
Dacia présente officiellement la Logan III le 29 septembre 2020.
Alors que la Logan est le modèle qui avait lancé Dacia en Europe de l'Ouest, cette troisième mouture n'y est pas commercialisée officiellement, sauf dans quelques pays de manière sporadique : en Espagne de 2021 à début 2022, au Portugal depuis 2024,,,. Elle n'est de ce fait pas proposée en France, sauf dans quelques régions d'outre-mer (Polynésie française et Nouvelle-Calédonie) ou par le biais d'importateurs privés en quantités limitées.

### Renault Taliant
La Renault Taliant (nom de code en interne : LJF) est présentée le 11 mars 2021. Elle est produite et commercialisée en Turquie, où elle remplace directement la Renault Symbol. Son design est plus différencié de la version Dacia que sur la précédente génération, afin de s'intégrer pleinement à l'identité stylistique de Renault.

Renault Taliant
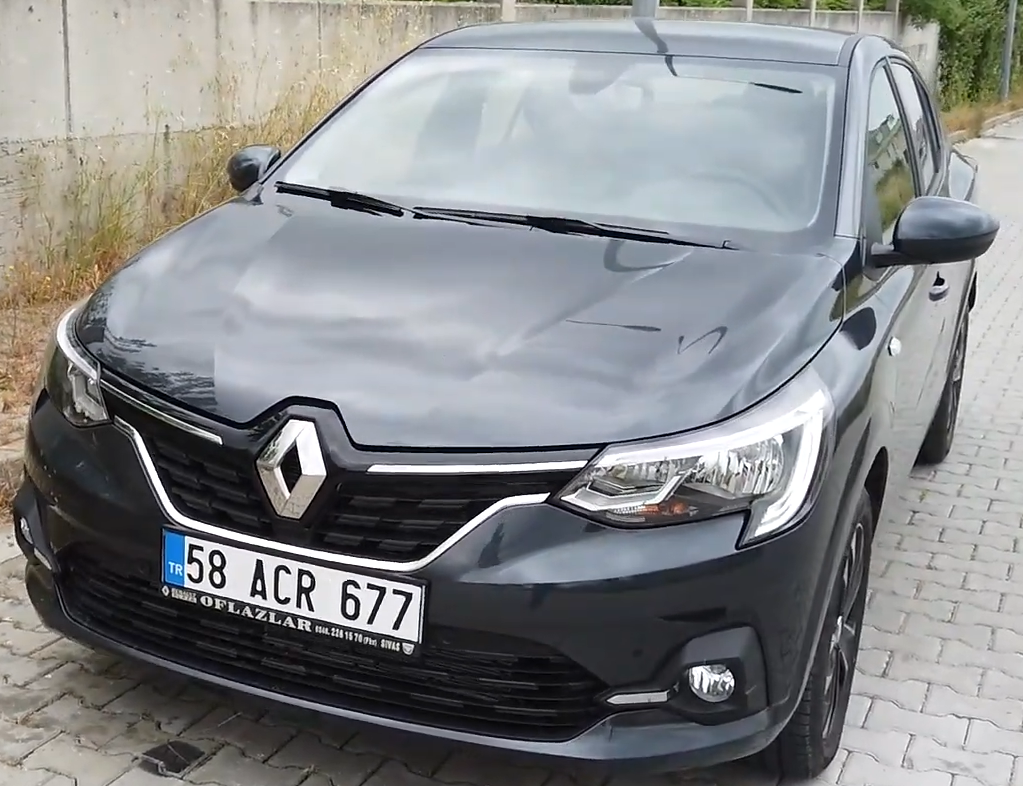
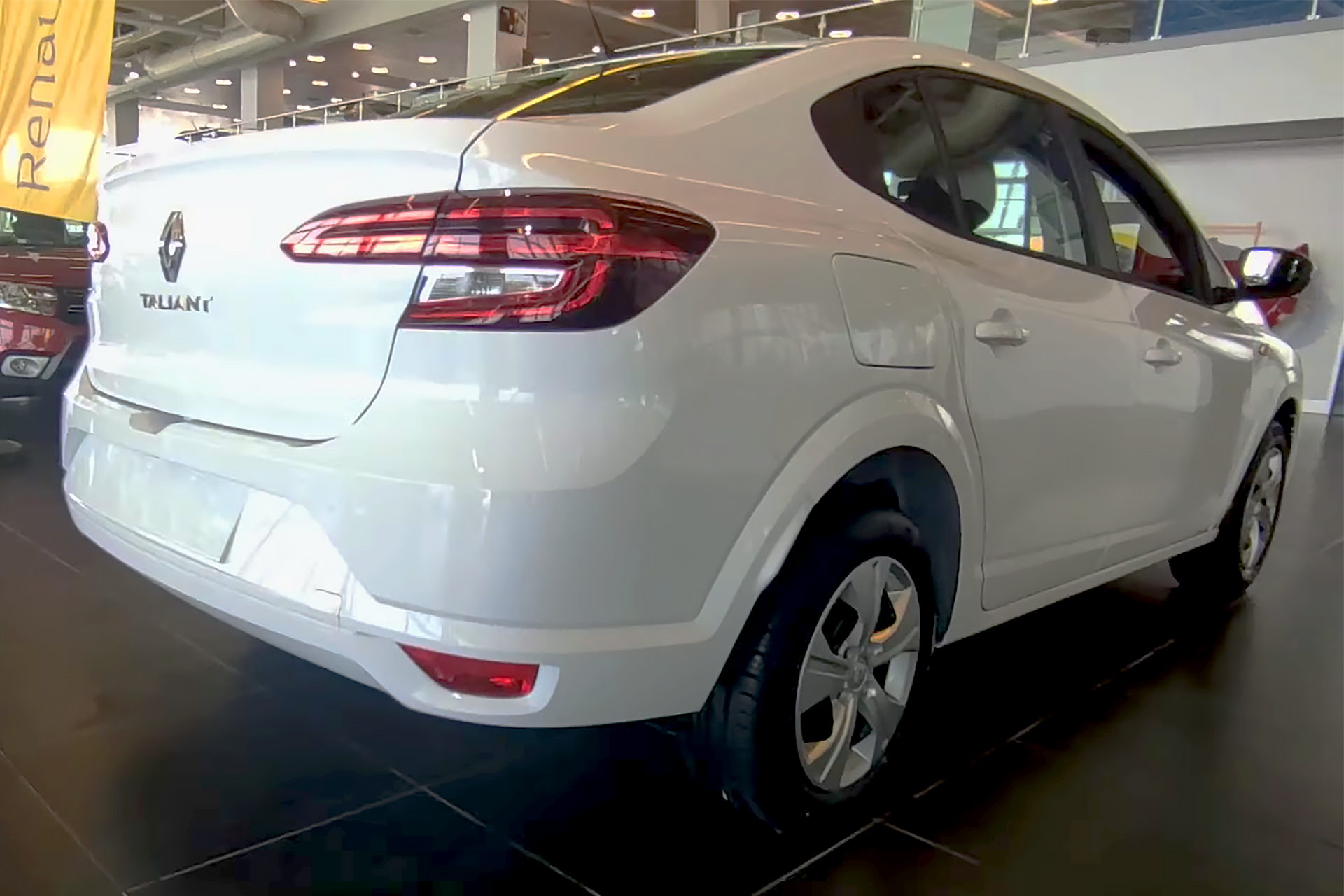
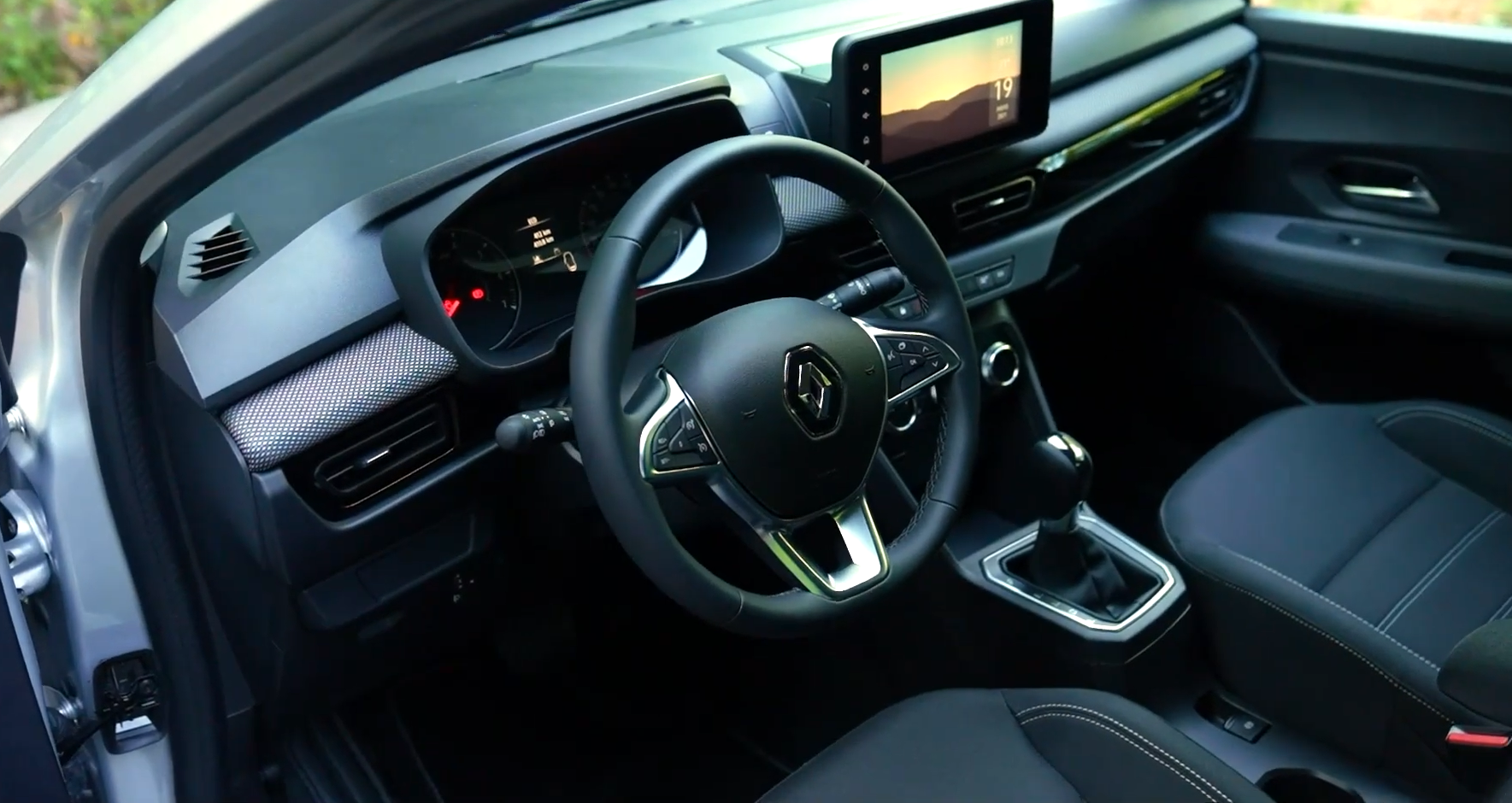

### Phase 2
En juin 2022, la Logan reçoit, comme l'ensemble de la gamme Dacia, un léger restylage faisant apparaître le nouveau logo de la marque. En outre la calandre est complètement nouvelle, le volant légèrement modifié et tous les monogrammes sont remplacés. Les niveaux de gammes sont revus.

Dacia Logan  III phase 2
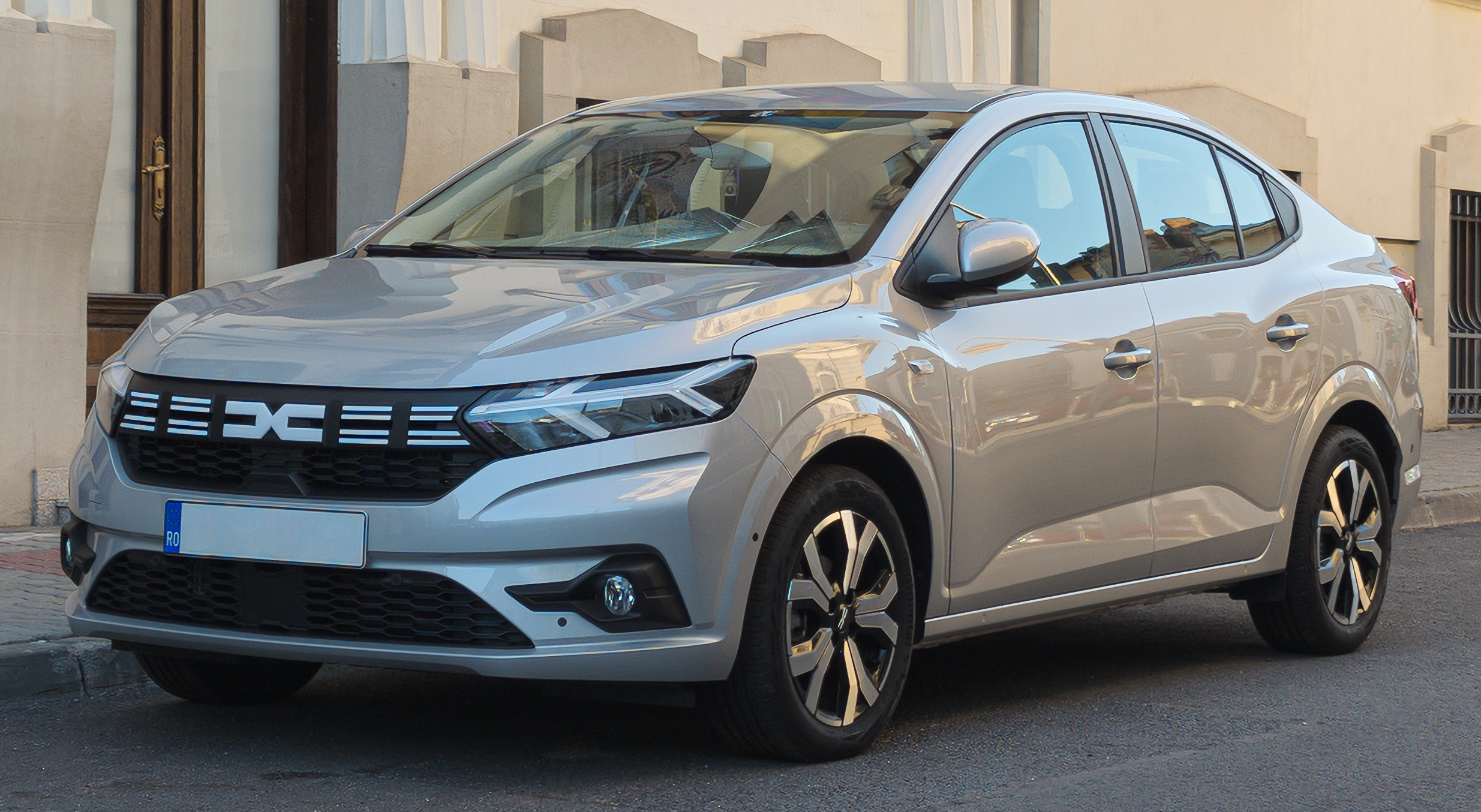
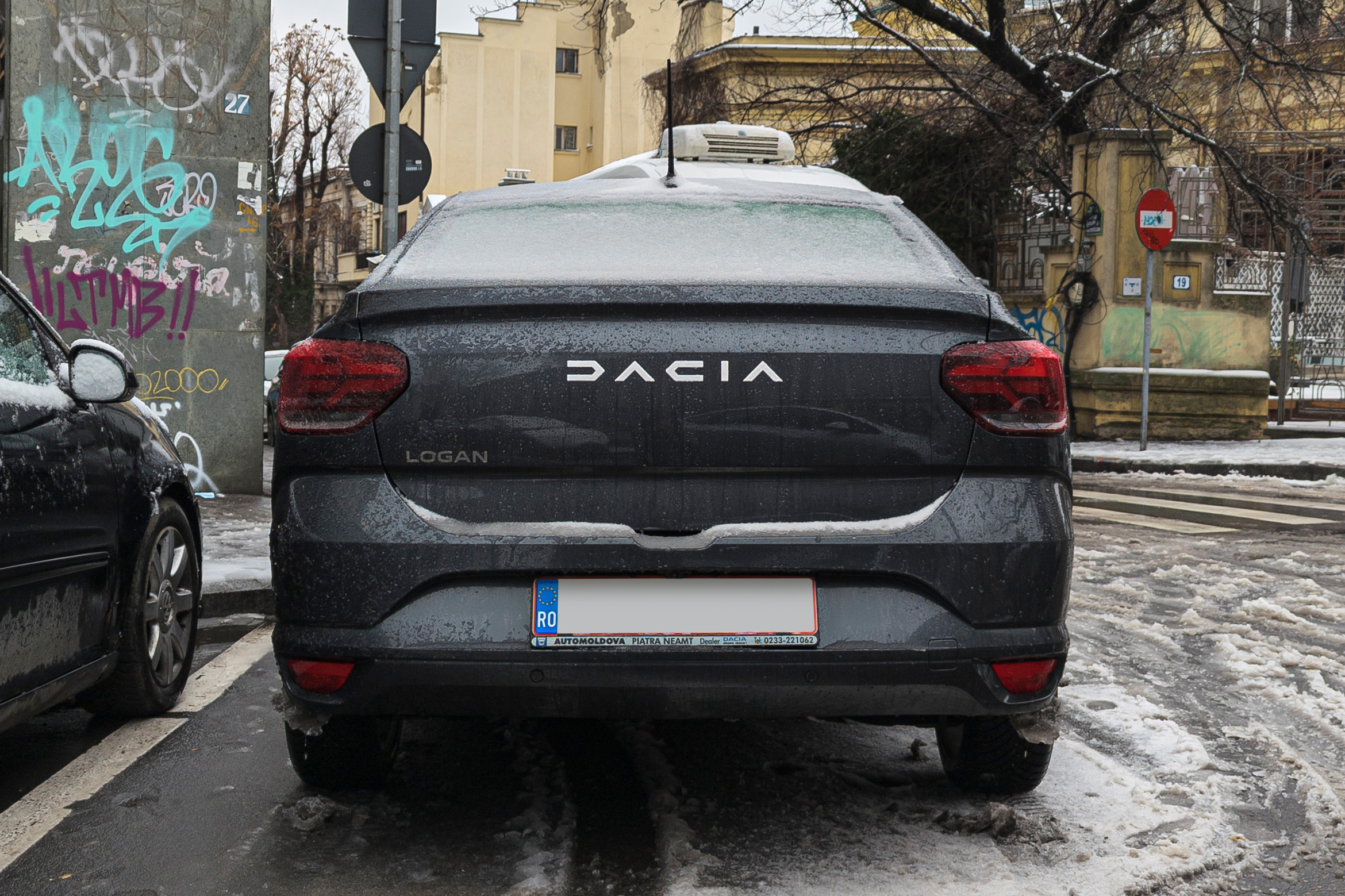

## Caractéristiques techniques
La Logan III repose sur la plate-forme CMF/B du Groupe Renault, dans sa version « Low Spec » destinée aux modèles à bas coûts.

## Finitions

### Séries limitées
- XX

## Sécurité
En matière de sécurité, en avril 2021, euroNCAP classe la Logan en catégorie deux étoiles sur une échelle de zéro à cinq: la protection des occupants est de 70 à 72% et la protection des usagers vulnérables et l'assistance à la conduite est de 41 à 42%.
Pour l'assistance à la conduite, le véhicule est équipé d'un rappel de ceinture de sécurité et d'un limiteur de vitesse. Le véhicule ne possède pas d'assistance au maintien dans la voie. Le véhicule est équipé d'un système de freinage automatique d'urgence.